# Adrian Puțanu
Ionuț Adrian Puțanu (sinh ngày 9 tháng 1 năm 1994 ở România) là một cầu thủ bóng đá người România thi đấu ở vị trí trung vệ cho câu lạc bộ Liga III CSMȘ Reșița.